# La Libre Parole
La Libre Parole fue un periódico antisemita publicado en Francia entre 1892 y 1924, fundado por Édouard Drumont.

## Historia
De circulación diaria y fundado por Édouard Drumont, fue editado en París entre 1892 y 1924.
La Libre parole, una publicación fuertemente antisemita, estuvo involucrada en campañas en contra de Dreyfus y del también antisemita Jules Guérin, así como otras relacionadas con el escándalo de Panamá. También publicó una traducción de Los protocolos de los sabios de Sion. Aparte de Drumont, en ella colaboraron autores como Jean Drault o Albert Monniot.
Durante la década de los 1930, existió otra publicación bajo el mismo título, también antisemita, a cargo de Henry Coston.

## Colaboradores
Entre sus colaboradores se encontraron nombres como los de Octave Biot (seudónimo: «Commandant Z», secretario adjunto con Monniot), André de Boisandré (secretaría de redacción), François Bournand (hasta 1902), Hervé Breton (seudónimo de Vergoz), Léon Daudet (1901-1907), Jules Delahaye, Charles Devos (administrador entre 1895 y 1916), Jean Drault, Émile Duranthon (music-hall y café-concert, de 1896 a 1902), Georges Duval (crítico teatral, secretario de redacción en 1892), Renauld d'Élissagaray (secretario en 1902), Benjamin Gadobert (noticias de teatro), Gyp (de 1899 a 1901), Daniel Kimon, De Lorbac (exterior, asuntos militares), Gaston Méry, Albert Monniot (secretario de redacción después de 1893), Marquis de Morès, Joseph Odelin (seudónimos: «Valsenard», «Testis»), Adrien Papillaud (información política), Félicien Pascal (crítica de teatro), Émile de Saint-Auban (seudónimos: «Cœlio», «O'Divy», «App»), Jules Séverin, Séverine (hasta 1897), Georges Thiébaud, Henri Vernier (asuntos extranjeros, de 1896 a 1902), Raphaël Viau (de 1892 a 1902) y Gaston Wiallard (primer administrador del pasquín de 1892 a 1895 y fundador de la Libre Parole illustrée).